# Englische Frauen-Cricket-Nationalmannschaft gegen Pakistan in der Saison 2019/20
Die Tour der englischen Frauen-Cricket-Nationalmannschaft gegen Pakistan in der Saison 2019/20 fand vom 9. bis zum 20. Dezember 2019 in Malaysia statt. Die internationale Cricket-Tour war Bestandteil der Internationalen Cricket-Saison 2019/20 und umfasste drei WODIs und drei WTwenty20s. England gewann die WODI-Serie 2–0 und die WTwenty20-Serie 3–0.

## Vorgeschichte
Pakistan spielte zuvor eine Tour gegen Bangladesch, für England war es die erste Tour der Saison. Das letzte Aufeinandertreffen der beiden Mannschaften bei einer Tour fand in der Saison 2016 in Bangladesch statt.

## Stadion
Die folgende Stadien wurden als Austragungsorte vorgesehen
| Stadion              | Stadt        | Kapazität | Spiele                     |
| -------------------- | ------------ | --------- | -------------------------- |
| Kinrara Academy Oval | Kuala Lumpur | 4.000     | 1. – 3. WODI; 1. – 3. WT20 |

## Kaderlisten
England benannte seine Kader am 13. November 2019.
| WODI | WODI | WTwenty20 | WTwenty20 |
| Pakistan | England | Pakistan | England |
| --- | --- | --- | --- |
| - Bismah Maroof (K) - Sidra Ameen - Anam Amin - Diana Baig - Nida Dar - Kaynat Hafeez - Javeria Khan - Nahida Khan - Sidra Nawaz - Aliya Riaz - Fatima Sana - Nashra Sandhu - Syeda Aroob Shah - Rameen Shamim - Omaima Sohail | - Heather Knight (K) - Tammy Beaumont - Katherine Brunt - Kate Cross - Freya Davies - Sophie Ecclestone - Sarah Glenn - Kirstie Gordon - Amy Jones (wk) - Natalie Sciver - Anya Shrubsole - Mady Villiers - Fran Wilson - Lauren Winfield - Danni Wyatt | - Bismah Maroof (K) - Anam Amin - Diana Baig - Nida Dar - Sadia Iqbal - Iram Javed - Javeria Khan - Nahida Khan - Sidra Nawaz - Aliya Riaz - Fatima Sana - Syeda Aroob Shah - Rameen Shamim - Omaima Sohail - Ayesha Zafar | - Heather Knight (K) - Tammy Beaumont - Katherine Brunt - Kate Cross - Freya Davies - Sophie Ecclestone - Sarah Glenn - Kirstie Gordon - Amy Jones (wk) - Natalie Sciver - Anya Shrubsole - Mady Villiers - Fran Wilson - Lauren Winfield - Danni Wyatt |

## Women’s One-Day Internationals

### Erstes WODI in  Kuala Lumpur
| 9. Dezember Scorecard | Kuala Lumpur | England 284-6 (50)          | – | Pakistan 209 (44.4) |
|                       |              | England gewinnt mit 75 Runs |   |                     |

England gewann den Münzwurf und entschied sich als Schlagmannschaft zu beginnen. Als Spielerin des Spiels wurde Danni Wyatt ausgezeichnet.

### Zweites WODI in Kuala Lumpur
| 12. Dezember Scorecard | Kuala Lumpur | England 327-4 (50)           | – | Pakistan 200 (44.5) |
|                        |              | England gewinnt mit 127 Runs |   |                     |

England gewann den Münzwurf und entschied sich als Schlagmannschaft zu beginnen. Als Spielerin des Spiels wurde Heather Knight ausgezeichnet.

### Drittes WODI in Kuala Lumpur
| 14. Dezember Scorecard | Kuala Lumpur | England 145-8 (37.4) | – | Pakistan |
|                        |              | No Result            |   |          |

England gewann den Münzwurf und entschied sich als Schlagmannschaft zu beginnen. Das Spiel musste auf Grund von Regenfällen abgebrochen werden.

## Women’s Twenty20 Internationals

### Erstes WTwenty20 in Kuala Lumpur
| 17. Dezember Scorecard | Kuala Lumpur | England 154-4 (20)          | – | Pakistan 125 (18.4) |
|                        |              | England gewinnt mit 29 Runs |   |                     |

Pakistan gewann den Münzwurf und entschied sich als Feldmannschaft zu beginnen. Als Spielerin des Spiels wurde Amy Jones ausgezeichnet.

### Zweites WTwenty20 in Kuala Lumpur
| 19. Dezember Scorecard | Kuala Lumpur | England 154-4 (20)          | – | Pakistan 125 (18.4) |
|                        |              | England gewinnt mit 29 Runs |   |                     |

England gewann den Münzwurf und entschied sich als Schlagmannschaft zu beginnen. Als Spielerin des Spiels wurde Amy Jones ausgezeichnet.

### Drittes WTwenty20 in Kuala Lumpur
| 20. Dezember Scorecard | Kuala Lumpur | England 170-3 (20)          | – | Pakistan 144-5 (20) |
|                        |              | England gewinnt mit 26 Runs |   |                     |

England gewann den Münzwurf und entschied sich als Schlagmannschaft zu beginnen. Als Spielerin des Spiels wurde Heather Knight ausgezeichnet.

## Auszeichnungen

### Player of the Series
Als Player of the Series wurden die folgende Spielerinnen ausgezeichnet.
| Serie     | Player of the Series |
| --------- | -------------------- |
| WODI      | Heather Knight       |
| WTwenty20 | Amy Jones            |

### Player of the Match
Als Player of the Match wurden die folgenden Spielerinnen ausgezeichnet.
| Spiel   | Player of the Match |
| ------- | ------------------- |
| 1. WODI | Danni Wyatt         |
| 2. WODI | Heather Knight      |
| 3. WODI | –                   |
| 1. WT20 | Amy Jones           |
| 2. WT20 | Amy Jones           |
| 3. WT20 | Heather Knight      |